# UTC−4:30
| Ora standard (tot anul) Ora standard (iarna din emisfera nordică) Ora standard (iarna din emisfera sudică) | Regiune maritimă în acest fus orar Ora de vară (vara din emisfera nordică) Ora de vară (vara din emisfera sudică) |

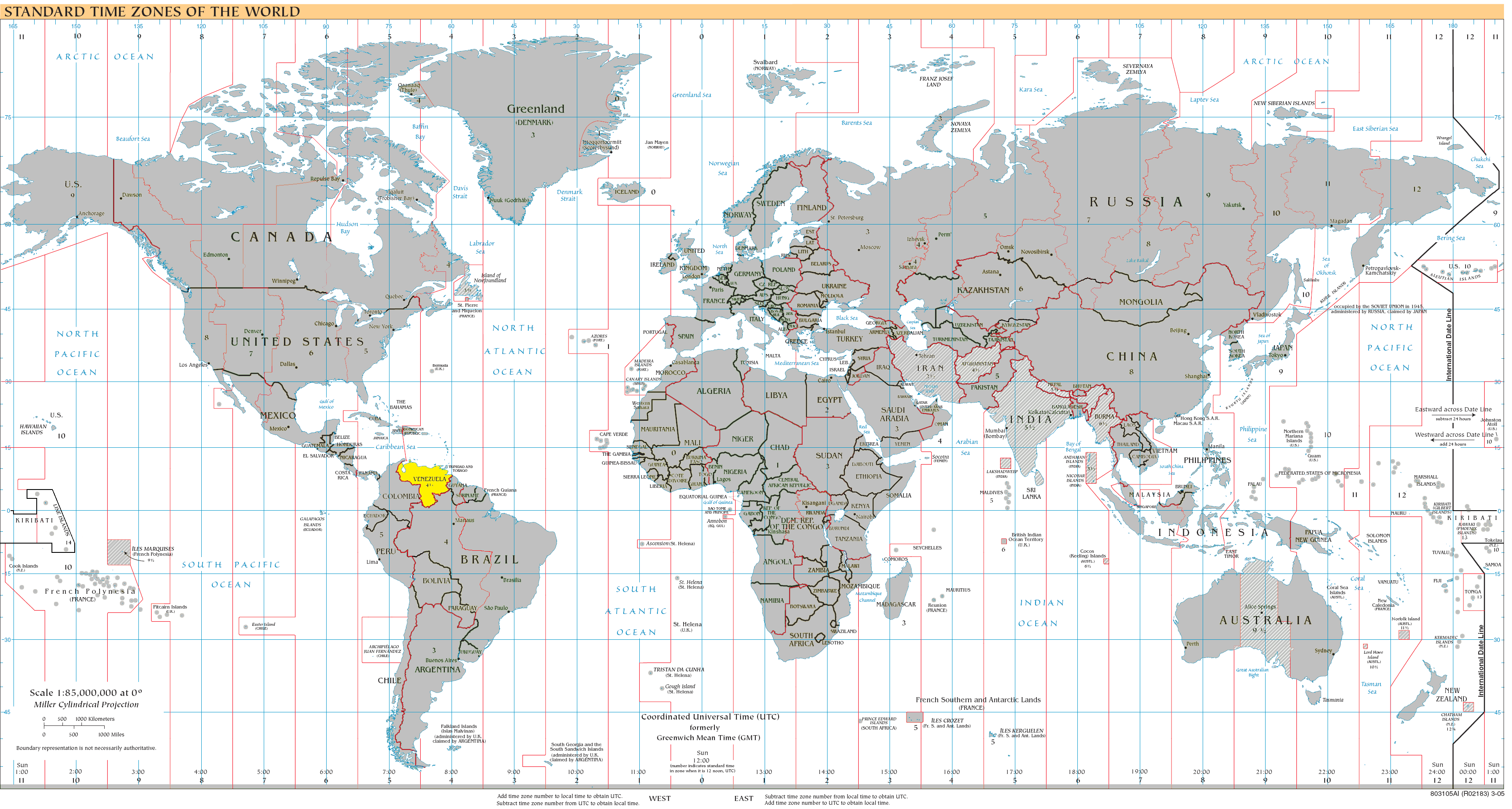
Utilizarea fusului orar UTC−4:30:

UTC−4:30 este un fus orar aflat cu 4 ore și 30 minute după UTC. UTC−4:30 este folosit în următoarele țări și teritorii:

## Ora standard (tot anul)
- Venezuela[1]

Venezuela este singura țară care folosește acest fus orar. UTC−4:30 este folosit în Venezuela din 9 decembrie 2007, dar a fost deja în uz în Venezuela în anii 1912-1965. Din 1965-2007 se folosea fusul UTC−4. UTC−4:30 este denumită Hora Legal de Venezuela (HLV). 